# Урок анатомии доктора Деймана
«Урок анатомии доктора Деймана» — (нидерл. De anatomische les van Dr. Deijman) — картина голландского художника Рембрандта, написанная в 1656 году. В настоящее время находится в Амстердамском историческом музее.

## Описание
«Урок анатомии» представляет собой групповой портрет, показывающий вскрытие мозга доктором Яном Дейманом (1619—1666). Большая часть холста была уничтожена в результате пожара в 1723 году, в результате чего картина была обрезана до нынешних размеров, хотя предварительный эскиз показывает всю группу.
На картине изображён доктор Дейман, выполняющий вскрытие мозга на трупе казнённого преступника, фламандского портного Йориса Фонтейна по прозвищу «Чёрный Ян» (Zwarte Jan; 1633/34 — 1656). Слева виден ассистент доктора Деймана, хирург Гейсберт Калкун (1621—1664), держащий верхнюю часть черепа мертвеца.
Труп показан увеличенным ракурсом, чтобы дать зрителю ощущение того, что он стоит перед столом для вскрытия, подобно ракурсу в «Оплакивании Христа» Мантеньи, с которым Рембрандт был знаком по гравюрам.

## Ян Дейман
Ян Дейман (1619—1666) — голландский врач. Родился в Амстердаме. После окончания учёбы в Лейдене получил диплом в Анже, прежде чем обосноваться в Амстердаме. Как академическому врачу, ему было разрешено выполнять внутренние операции, в отличие от хирургов.
С 1653 по 1655 год он был инспектором в Медицинской коллегии в Амстердаме. В 1655 году он был назначен помощником Сэмюэля Костера, врача в Бинненгастхёйсе, которым стал в 1623 году.
После Николаса Тульпа Дейман получил пост praelector anatomiae (лектор анатомии), который он будет занимать вплоть до своей смерти. В 1666 году его сменил Фредерик Рюйш, который будет занимать пост на протяжении более шестидесяти лет.